# Jermaine Beal
Jermaine Darnell Beal (ur. 4 listopada 1987 w Dallas) – amerykański koszykarz występujący na pozycjach rozgrywającego lub rzucającego obrońcy.
W 2010 roku rozegrał 4 spotkania w ramach letniej ligi NBA, w barwach Miami Heat.
Swoją karierę rozpoczął w 2006 roku broniąc barw uniwersyteckiego zespołu Uniwersytet Vanderbilt grającego w lidze NCAA. Przed zakończeniem nauki na uczelni zrezygnował z edukacji na rzecz zawodowej kariery koszykarskiej. Pierwszym klubem, z którym podpisał kontrakt jest polski Trefl Sopot.

## Osiągnięcia
Na podstawie, o ile nie zaznaczono inaczej.
NCAA
- Uczestniczka:
  - rozgrywek Sweet Sixteen turnieju NCAA (2007)
  - turnieju NCAA (2007, 2008, 2010)
  - meczu gwiazd NCAA – Reese's College All-Star Game (2010)
- Zaliczony do:
  - I składu:
    - konferencji Southern (SEC – 2010)
    - turnieju:
      - Cancun Challenge (2009)
      - South Padre Invitational (2008)

Drużynowe
- Mistrz:
  - Belgii (2016)
  - Australii (2014, 2016)
  - II ligi izraelskiej (2017)

Indywidualne
- MVP finałów mistrzostw Australii (2014 – NBL)
- Zaliczony do II składu NBL (2014)